# 13 марта
13 марта — 72-й день года (73-й в високосные годы) по григорианскому календарю.
До конца года остаётся 293 дня.
До 15 октября 1582 года — 13 марта по юлианскому календарю, с 15 октября 1582 года — 13 марта по григорианскому календарю.
В XX и XXI веках соответствует 28 февраля по юлианскому календарю в невисокосные годы, 29 февраля в високосные годы.

## Праздники и памятные дни
См. также: Категория:Праздники 13 марта

### Национальные
- Гренада — День революции.
- Канада — Гражданский праздник.
- США, Иллинойс — День Плутона.
- США — День кокосового торта[2].
- США — День собак-ветеранов[3]
- Таиланд — День слона.
- Япония — Касуга-мацури.

### Религиозные

#### Католицизм
- Память Евфрасии Константинопольской;
- память Геральда, епископа Майо;
- память Леандра Севильского;
- память святой Летиции[англ.];
- память Никифора I Константинопольского;
- память святого Родерика;
- память Авива Гермополисского[англ.].

#### Православие[4][5]
- Память преподобного Василия Декаполита, исповедника (ок. 750);
- память священномученика Арсения (Мацеевича), митрополита Ростовского (1772);
- память преподобного Иоанна Кассиана Римлянина, иеромонаха (435);
- память блаженного Николая Саллоса, Христа ради юродивого, Псковского (1576);
- память священномученика Протерия, Патриарха Александрийского (457);
- память священномученика Нестора, епископа (Пергийского) Магиддийского (ок. 250);
- память преподобных жён Марины и Киры (ок. 450);
- память преподобного Иоанна, наречённого Варсонофием, епископа Дамасского (V)[6];
- память преподобномученика Феоктириста (Феостирикта) Медикийского (VIII);
- празднование в честь Девпетерувской иконы Божией Матери (1392).

Примечание: В невисокосные годы соответствует 28 февраля старого стиля. Дни памяти Иоанна Кассиана Римлянина, Иоанна (Варсонофия), епископа Дамасского и мученика Феоктириста, а также празднование в честь Девпетерувской иконы Божией Матери соответствуют 29 февраля старого стиля, но их празднование переносится.

### Именины
- Католические: Авив, Джеральд, Евфрасия, Леандр, Летиция, Никифор, Родерик.
- Православные: Арсений, Варсонофий, Василий, Иван, Кассиан, Кира, Марина, Нестор, Николай, Протерий, Феоктирист[4][5].

## События
См. также: Категория:События 13 марта

### До XIX века
- 1656 — В Новом Амстердаме (ныне Нью-Йорк) евреям запрещено строить синагоги.
- 1669 — Подписаны Глуховские статьи — договор о правах украинского казачества, заключённый между Москвой и казацкой старшиной.
- 1781 — Английский астроном Вильям Гершель с помощью собственноручно изготовленного телескопа открыл седьмую планету Солнечной системы — Уран. Правда, первоначально он принял её за комету. Когда выяснилось, что это неизвестная ранее планета, он получил медаль Королевского общества и должность придворного астронома. Сам Гершель назвал планету в честь своего высокого покровителя короля Георга III «Звездой Георга», короткое время она носила имя первооткрывателя, пока немецкий астроном Иоганн Боде не придумал для неё название Уран.

### XIX век
- 1852 — нью-йоркская газета «NY Lantern Weekly» опубликовала первое изображение дядюшки Сэма.
- 1857 — в Спирит-Лейк, близ одноимённого озера, индейцы под началом Инкпадута устроили резню[англ.][7].
- 1869 — химик Д. И. Менделеев закончил составление своей Периодической таблицы.
- 1881 — Александр II был смертельно ранен на набережной Екатерининского канала в Петербурге бомбой, брошенной народовольцем Игнатием Гриневицким.
- 1887 — предотвращено покушение на императора Александра III. Заговорщики (Пахомий Андреюшкин, Степан Волохов, Василий Генералов, Пётр Горкун, Михаил Канчер, Василий Осипанов, Александр Ульянов, Пётр Шевырёв) впоследствии были арестованы.
- 1898 — начался I съезд РСДРП в Минске.
- 1899 — началось движение поездов по железнодорожной ветке Пермь-Котлас, построенной по указу Николая II с 13 мая 1895 года за государственный счёт. Впоследствии она стала одной из крупнейших железнодорожных магистралей страны и соединила Сибирь и Урал с Центральной Россией.

### XX век
- 1904 — освящена бронзовая статуя Христа на чилийско-аргентинской границе.
- 1916 — Манитоба стала первой канадской провинцией, принявшей «сухой закон».
- 1917 
  - в Петрограде вышел первый номер газеты «Известия Петроградского Совета рабочих и солдатских депутатов» (теперь «Известия»).
  - своим бывшим лакеем арестован министр финансов России Пётр Барк, инициатор запрета продажи водки в России на период первой мировой войны.
- 1920
  - Мурманск освобожден Красной Армией от белогвардейцев и американо-английских интервентов.
  - В Германии начался Капповский путч.
- 1921 — Монголия (прежде Внешняя Монголия) объявила независимость от Китая.
- 1925 — штат Теннесси запретил преподавание эволюции.
- 1930
  - закрылась Московская биржа труда. Последнее направление на работу было выдано слесарю Михаилу Шкунову. Советский Союз стал первой в мире страной, покончившей с безработицей.
  - американский астроном Клайд Томбо объявил в докладе об открытии им 18 февраля девятой планеты Солнечной системы. Доклад был приурочен к 75-летию основателя и первого директора крупнейшей частной обсерватории в США, Персиваля Лоуэлла, который многие годы потратил на поиски предсказанной им девятой планеты. На следующий день 14 марта Венеция Бёрни, одиннадцатилетняя школьница из Оксфорда, предложит имя для новой планеты, и в мае будет опубликовано официальное имя — Плутон.
- 1938
  - Русский язык введён как обязательный предмет для изучения во всех школах СССР.
  - Завершился проходивший со 2 марта процесс по делу об «Антисоветском правотроцкистском блоке». Главными обвиняемыми были Н. И. Бухарин и А. И. Рыков. Они, а также нарком финансов Г. Ф. Гринько, руководители узбекской компартии Икрамов и Ходжаев, бывший глава правительства Советской Украины Раковский, нарком земледелия Чернов и другие (всего 17 человек) были приговорены к смертной казни. Впоследствии все осуждённые, кроме Генриха Ягоды, были реабилитированы.
  - Исполняющий обязанности президента Австрии Артур Зейсс-Инкварт подписал закон о присоединении Австрии к нацистской Германии.
- 1940 — Рабоче-крестьянская Красная армия заняла Выборг. Завершение Советско-финской войны.
- 1944 — освобождение Херсона от немецкой оккупации, был освобождён войсками 49 гвардейской стрелковой дивизии под командованием полковника В. Ф. Маргелова и 295 стрелковой дивизии под командованием полковника В. П. Дорофеева.
- 1947 — правительство Великобритании объявило о запрете проведения спортивных состязаний посреди недели в целях повышения производительности труда.
- 1954
  - Индокитайская война: начало осады Дьенбьенфу.
  - Создан Комитет государственной безопасности СССР.
- 1961
  - 79-летний Пабло Пикассо женился на 37-летней модели Жаклин Рок.
  - Куренёвская трагедия в Киеве.
- 1967 — в Конго-Киншасе заочно приговорён к смерти по обвинению в государственной измене бывший лидер сепаратистов Моиз Чомбе.
- 1969 — «Аполлон-9» успешно вернулся на Землю.
- 1970 — глава КГБ Юрий Андропов отдал приказ уничтожить останки Гитлера и Геббельса, тайно захороненные в военном городке Магдебурга.
- 1974 — в Париже открыт аэропорт имени Шарля де Голля.
- 1979 — вступает в действие Европейская валютная система.
- 1988
  - В газете «Советская Россия» опубликовано письмо Нины Андреевой «Не могу поступаться принципами».
  - Открыт самый длинный подводный тоннель Сэйкан (53,85 км, Хонсю — Хоккайдо).
- 1989 — была изобретена Всемирная паутина (World Wide Web, WWW), более известная как Интернет. Изобретателем Интернета считается английский учёный Тим Бернерс-Ли и его коллеги, работавшие в Европейском совете по ядерным исследованиям (CERN), передали начальнику своего отдела документ, озаглавленный «Информационный менеджмент: некоторые предложения», в котором были заложены основные принципы WWW.
- 1992 — в России создан Центроспас.
- 1996 — массовое убийство в начальной школе Данблейна в Великобритании.

### XXI век
- 2004
  - Состоялись первые соревнования роботов DARPA Grand Challenge.
  - 68-летний оперный тенор Лучано Паваротти на сцене «Метрополитен-опера» простился со зрителями.
- 2012 — катастрофа автобуса у Сьера, 28 погибших.
- 2013 — избран 266-й папа римский Франциск.
- 2014 — Роскомнадзор провёл первую массированную досудебную блокировку сайтов.
- 2016 — стрельба в Гран-Басаме (Кот-д’Ивуар), 19 погибших.
- 2021 — катастрофа Ан-26 под Алма-Атой.
- 2022 — Леброн Джеймс стал первым игроком в истории НБА, сделавшим за карьеру 10 000 подборов и 10 000 передач в регулярных сезонах.

## Родились
См. также: Категория:Родившиеся 13 марта

### До XIX века
- 963 — Анна (ум. 1011/1012), византийская царевна из Македонской династии, жена киевского великого князя Владимира Святославича, крестителя Руси.
- 1615 — Иннокентий XII (в миру Антонио Пиньятелли дель Растрелло; ум. 1700), 242-й папа римский (1691—1700).
- 1720 — Шарль Бонне (ум. 1793), швейцарский естествоиспытатель и философ, открывший явление партеногенеза.
- 1733 — Джозеф Пристли (ум. 1804), английский священник, философ-материалист и химик, первооткрыватель кислорода и аммиака.
- 1741 — Иосиф II (ум. 1790), король Германии (с 1764), император Священной Римской империи (с 1765).
- 1763 — Гийом Мари-Анн Брюн (убит в 1815), маршал Французской империи, участник революционных и наполеоновских войн.
- 1779 — Василий Демут-Малиновский (ум. 1846), русский скульптор-монументалист.
- 1781 — Карл Фридрих Шинкель (ум. 1841), немецкий архитектор и художник.
- 1797 — Шарль Франсуа Мари де Ремюза (ум. 1875), французский политический деятель и писатель.

### XIX век
- 1823 — граф Дмитрий Андреевич Толстой (ум. 1889), российский государственный деятель и историк.
- 1835 — Леон Кладель (ум. 1892), французский писатель.
- 1837 — Сандзё Санэтоми (ум. 1891), один из представителей киотской аристократии, выступившей на стороне императора Мэйдзи в войне Босин. Позднее временно исполнял обязанности премьер-министра Японии.
- 1838 — Рафаэлло Джованьоли (ум. 1915), итальянский писатель, автор романа «Спартак», сподвижник Дж. Гарибальди.
- 1839 — Александр Навроцкий (ум. 1914), русский поэт, драматург, автор слов народной песни «Утёс Стеньки Разина».
- 1842 — Фридрих Гельбке (ум. 1922), российский и немецкий педагог и переводчик, доктор наук.
- 1845
  - Иван Бодуэн де Куртене (ум. 1929), русский языковед, член-корреспондент Петербургской АН.
  - Николай Белелюбский (ум. 1922), русский инженер, учёный в области строительной механики и мостостроения.
- 1848 — Николай Шиллер (ум. 1910), российский физик.
- 1855 — Персиваль Лоуэлл (ум. 1916), американский астроном, математик, востоковед, дипломат и бизнесмен.
- 1857 — Герберт Плюмер (ум. 1932), английский военачальник, фельдмаршал (1919), губернатор и главнокомандующий на Мальте (1919—1924), Верховный комиссар в Палестине (1925—1928).
- 1860 — Хуго Вольф (ум. 1903), австрийский композитор и музыкальный критик.
- 1871 — Анастасия Вяльцева (ум. 1913), русская эстрадная певица (меццо-сопрано), исполнительница русских и «цыганских» романсов, артистка оперетты.
- 1885
  - Лев Руднев (ум. 1956), русский советский архитектор (высотное здание МГУ, Дворец культуры и науки в Варшаве и др.).
  - Наум Идельсон (ум. 1951), советский астроном-теоретик, специалист по истории физико-математических наук.
- 1888
  - Антон Макаренко (ум. 1939), советский писатель, педагог.
  - Алексей Турищев (ум. 1962), русский советский музыкант, композитор, дирижёр, автор музыки песни-марша «Врагу не сдаётся наш гордый „Варяг“».
- 1890 — Фриц Буш (ум. 1951), немецкий дирижёр.
- 1891 — Николай Конрад (ум. 1970), востоковед, академик АН СССР (1958).
- 1893 — Семён Краснов (расстрелян в 1947), русский офицер, участник Первой мировой и Гражданской войн на стороне белого движения, в годы Второй мировой войны — коллаборационист, генерал-майор вермахта.
- 1897 — Рихард Гильдебрандт (ум. 1951), немецкий политический деятель, обергруппенфюрер СС, генерал войск СС и полиции, начальник главного управления СС по вопросам расы и поселения.
- 1899
  - Панчо Владигеров (ум. 1978), болгарский композитор, пианист, дирижёр, музыкальный педагог.
  - Джон Ван Флек (ум. 1980), американский физик, лауреат Нобелевской премии (1977).
- 1900 — Йоргос Сеферис (ум. 1971), греческий поэт, лауреат Нобелевской премии (1963).

### XX век
- 1906 — Исидор Анненский (ум. 1977), советский кинорежиссёр и сценарист.
- 1910 — Ирина Бугримова (ум. 2001), артистка цирка (дрессировщица львов), первая в СССР женщина-дрессировщик, народная артистка СССР.
- 1911 — Лафайет Рональд Хаббард (ум. 1986), американский писатель-фантаст, основатель дианетики и саентологии.
- 1913 — Сергей Михалков (ум. 2009), русский советский поэт, драматург, баснописец, автор слов гимна СССР и России.
- 1916 — Жак Фреско (ум. 2017), социальный инженер, промышленный дизайнер, создатель «Проекта Венера»
- 1918 — Григорий Померанц (ум. 2013), советский и российский философ, культуролог, писатель, эссеист.
- 1922 — Давид Кугультинов (ум. 2006), поэт, журналист, военный корреспондент, народный поэт Калмыкии.
- 1923
  - Димитриос Иоаннидис (ум. 2010), греческий государственный и военный деятель. Член греческой хунты «чёрных полковников» в 1967—1974 и её глава в 1973—1974 годах.
  - Эмиль Каревич (ум. 2020), польский актёр театра и кино.
- 1930 — Гюнтер Юккер (ум. 2025), немецкий художник, скульптор и инсталлятор, один из ведущих представителей послевоенного авангарда.
- 1931 — Марат Баглай (ум. 2024), советский и российский юрист, бывший председатель Конституционного суда РФ.
- 1933 — Виктор Филиппов (ум. 1994), советский актёр театра и кино.
- 1936 — Нана Месхидзе (ум. 1997), грузинская художница.
- 1937 — Владимир Маканин (ум. 2017), советский и российский писатель.
- 1939 — Нил Седака, американский певец, пианист, автор песен.
- 1940 — Юрий Коптев, бывший Генеральный директор Федерального космического агентства.
- 1942 — Скэтмэн Джон (наст. имя Джон Пол Ларкин; ум. 1999), американский джазовый музыкант, певец, автор песен, создатель уникального стиля музыки, совмещающего в себе скэт и техно.
- 1944 — Игорь Кио (ум. 2006), артист цирка, иллюзионист, народный артист РФ.
- 1945
  - Кристиан Ноэль, французский фехтовальщик, олимпийский чемпион (1968), многократный чемпион мира.
  - Фёдор Симашев (ум. 1997), советский лыжник, олимпийский чемпион (1972), чемпион мира.
  - Анатолий Фоменко, математик, академик РАН, автор теории о «Новой хронологии».
- 1946 — Андрей Бенкендорф (ум. 2012), советский российский и украинский кинорежиссёр, сценарист и продюсер.
- 1947 — Нора Бумбиере (ум. 1994), советская и латвийская эстрадная певица.
- 1949 — Юрий Скобов (р. 2024), советский лыжник, заслуженный мастер спорта СССР по лыжным гонкам (1972). Олимпийский чемпион (1972).
- 1951
  - Ирина Алфёрова, актриса театра и кино, народная артистка России.
  - Игорь Яковенко, российский журналист, социолог, педагог, бывший секретарь Союза журналистов России, бывший депутат Государственной думы.
- 1955
  - Зинэтула Билялетдинов, советский хоккеист и российский хоккейный тренер, олимпийский чемпион (1984), многократный чемпион мира.
  - Бруно Конти, итальянский футболист, чемпион мира (1982).
  - Ольга Рукавишникова, советская легкоатлетка.
  - Гленн Хидли (ум. 2017), американская актриса.
- 1956 — Дана Дилейни, американская актриса.
- 1959 — Адриан Корчинский (ум. 2025), советский и российский композитор и дирижёр.
- 1960 — Адам Клейтон, бас-гитарист ирландской рок-группы «U2».
- 1961 — Елена Малышева, советский и российский врач, телеведущая.
- 1963 — Вадим Демчог, российский актёр театра и кино.
- 1970 — Александр Самокутяев, российский лётчик-космонавт, Герой России.
- 1971 
  - Аннабет Гиш, американская актриса.
  - Адина Портер, американская актриса.
- 1972 — Ли-Эллин Бейкер, американская актриса кино и озвучивания.
- 1973
  - Эдгар Давидс, нидерландский футболист и тренер.
  - Дэвид Дрейман, автор песен, вокалист и фронтмен американской группы «Disturbed».
- 1974 — Томас Энквист, шведский теннисист, бывшая четвёртая ракетка мира.
- 1980 — Джад Швери, ливанский певец, продюсер и режиссёр музыкальных клипов.
- 1981 — Георгий Романов, потомок дома Романовых по линии своей матери.
- 1982 — Евгений Понасенков, российский историк.
- 1984 — Рэйчел Белла, американская актриса.
- 1988 — Доминик Ландертингер, австрийский биатлонист, 4-кратный призёр Олимпийских игр, чемпион мира в масс-старте (2009).
- 1991 — Тристан Томпсон, канадский баскетболист, чемпион НБА (2016).
- 1992
  - Кая Скоделарио, британская актриса.
  - Люси Фрай, австралийская актриса театра, кино и фотомодель.
- 1993 — Симен Хегстад Крюгер, норвежский лыжник, двукратный олимпийский чемпион (2018).
- 1995
  - Анна Вяхирева, российская гандболистка, олимпийская чемпионка (2016).
  - Микаэла Шиффрин, американская горнолыжница, двукратная олимпийская чемпионка, многократная чемпионка мира.
- 1998 — Шаоанг Лю, венгерский шорт-трекист, двукратный олимпийский чемпион.

### XXI век
- 2004 — Кори Гауфф, американская теннисистка.

## Скончались
См. также: Категория:Умершие 13 марта

### До XIX века
- 565 — Велизарий (р. 505), византийский военачальник.
- 1559 — Йоханнес Гроппер (р. 1503), немецкий кардинал, богослов и гуманист, противник Реформации.
- 1569 — Людовик I де Бурбон-Конде (р. 1530), принц де Конде (с 1557), родоначальник рода Конде.
- 1573 — Мишель де л’Опиталь (р. 1505), французский государственный деятель, дипломат, поэт, гуманист.
- 1711 — Никола Буало-Депрео (р. 1636), французский поэт, критик, теоретик классицизма.
- 1719 — Иоганн Фридрих Бёттгер (р. 1682), немецкий алхимик, открывший тайну фарфора.

### XIX век
- 1808 — Кристиан VII (р. 1749), король Дании (с 1766 г.)
- 1824 — Мария Луиза Висента (р. 1782), инфанта Испании, королева Этрурии (1803—1807), герцогиня княжества Лукки и Пьомбино (1815—1824).
- 1842 — Генри Шрэпнел (р. 1761), английский артиллерийский офицер, придумавший снаряд с картечными пулями.
- 1845 — Джон Фредерик Даниель (р. 1790), английский физик и химик, изобретатель измерительных приборов.
- 1849 — Екатерина Семёнова (р. 1786), русская трагическая актриса.
- 1854 — Жан-Батист Виллель (р. 1773), премьер-министр Франции (1821—1828).
- 1865 — Анна Павловна (р. 1795), дочь российского императора Павла I, королева Нидерландов.
- 1879 — Адольф Андерсен (р. 1818), немецкий шахматист, мастер комбинации.
- 1881 — погиб в результате теракта Александр II (р. 1818), российский император (1855—1881).
- 1891 — Теодор де Банвиль (р. 1823), французский поэт, драматург, критик, журналист, писатель.
- 1892 — Людвиг IV Гессенский (р. 1837), великий герцог Гессенский (1877—1892), отец российской императрицы Александры Фёдоровны.

### XX век
- 1901 — Бенджамин Гаррисон (р. 1833), 23-й президент США (1889—1893).
- 1906 — Сьюзен Энтони (р. 1820), американская активистка, борец за гражданские права женщин.
- 1910 — Джон Форстер Олкок (р. 1841), футболист, один из организаторов Футбольной ассоциации Англии.
- 1915 — граф Сергей Витте (р. 1849), российский государственный деятель.
- 1919 — Иван Бубнов (р. 1872), русский корабельный инженер, математик и механик.
- 1928 — Франц Рубо (р. 1856), российско-немецкий художник, академик.
- 1933 — Роберт Торберн Иннес (р. 1861), английский астроном, установивший, что Проксима Центавра — ближайшая к Солнцу звезда.
- 1937 — расстрелян Николай Глебов-Авилов (р. 1887), русский революционер, член Учредительного собрания, советский государственный деятель.
- 1939 — Люсьен Леви-Брюль (р. 1857), французский философ, антрополог, этнолог.
- 1948 — Юрий Юрьев (р. 1872), актёр театра и кино, чтец, театральный педагог, народный артист СССР.
- 1959 — Александр Иванов (р. 1899), художник и режиссёр, один из создателей советской мультипликации.
- 1963 — Пётр Куприянов (р. 1893), советский хирург, генерал-лейтенант медицинской службы, академик АМН СССР, Герой Социалистического Труда.
- 1965 — Коррадо Джини (р. 1884), итальянский статистик, социолог и экономист, один из ведущих теоретиков фашизма.
- 1971 — Рокуэлл Кент (р. 1882), американский художник, писатель, общественный деятель.
- 1975 — Иво Андрич (р. 1892), хорватский писатель, лауреат Нобелевской премии (1961), дипломат.
- 1978 — Кузьма Андрианов (р. 1903), советский химик, академик, Герой Социалистического Труда.
- 1983 — Сергей Сперанский (р. 1914), советский архитектор, главный застройщик Ленинграда в 1950—1960-е гг.
- 1984 — Франсуа Ле Лионне (р. 1901), французский инженер-химик, математик и писатель.
- 1987 — Бернхард Гржимек (р. 1909), немецкий зоолог, путешественник, писатель-натуралист.
- 1988 — Владимир Никонов (р. 1904), советский ономаст, литературовед, поэт.
- 1990 — Бруно Беттельгейм (р. 1903), австрийский психоаналитик.
- 1992 — Борис Дёжкин (р. 1914), советский режиссёр-мультипликатор, художник-постановщик и сценарист.
- 1996
  - Кшиштоф Кесьлёвский (р. 1941), польский кинорежиссёр и кинодраматург.
  - Лучо Фульчи (р. 1927), итальянский кинорежиссёр и сценарист.
- 1998 — Ханс-Иоахим Пабст фон Охайн (р. 1911), немецкий инженер-авиаконструктор, изобретатель.
- 1999 — Александр Свободин (р. 1922), советский и российский театровед, критик, журналист, драматург, историк.

### XXI век
- 2002 — Ханс-Георг Гадамер (р. 1900), немецкий философ.
- 2006
  - Морин Стэплтон (р. 1925), американская актриса, лауреат премий «Оскар», «Золотой глобус» и др. наград.
  - Эдуард Шим (р. 1930), советский и российский писатель, драматург, сценарист, поэт-песенник.
- 2009 — Гулям Алиев (р. 1915), советский и таджикский учёный-животновод, академик, политик, государственный деятель.
- 2011 — Виталий Вульф (р. 1930), советский и российский искусствовед, театровед, литературовед, теле- и радиоведущий.
- 2012 — Людмила Шагалова (р. 1923), актриса театра и кино, народная артистка РСФСР.
- 2013 — Вольф Горелик (р. 1933), советский и российский дирижёр, народный артист РФ.
- 2018 — Леонид Квинихидзе (р. 1937), советский и российский кинорежиссёр и сценарист.
- 2024
  - Марчелло Гандини (р. 1938), итальянский автомобильный дизайнер.
  - Неофит (р. 1945), епископ Болгарской православной церкви, патриарх Болгарский, митрополит Софийский (2013 — 2024).
- 2025 — София Губайдулина (р. 1931), советский и российский композитор.

## Народный календарь, приметы и фольклор Руси
Василий Капельник, иначе — Василий Теплый или Василий Древоруб (только для невисокосных лет).
- На Руси подметили, что в этот день, как правило, бывает оттепель[8].
- Если в этот день пройдёт дождь — лето будет хорошим.
- Коли солнце на Василия в кругах, то урожай будет добрый.
- Если длинные сосульки, то долгий лён.
- Весенняя капель сулит охотнику удачный поход на зайцев[9].